# 445 Edna
A 445 Edna (ideiglenes jelöléssel 1899 EX) egy kisbolygó a Naprendszerben. Edwin Foster Coddington fedezte fel 1899. október 2-án.